# الدبالين
يعد الدبالين صنفا من المركبات العضوية التي لا تذوب في الماء على اختلاف قيم الأس الهيدروجيني. ويستخدم هذا المصطلح في سياقين متصلين، في كيمياء التربة وكيمياء السكريات. هذه المواد الصلبة غامقة اللون وهي غير متجانسة وتركيبها يعد غالبا غامض الوصف.
تتكون التربة من كلا العناصر المعدنية (غير العضوية) والعضوية، ويمكن تقسيم العناصر العضوية إلى أجزاء ذائبة، أحماض الدبالية إلى حد كبير، وغير الذائبة، المواد الدبالية. وتضم المواد الدبالية ما يقارب 50% من المواد العضوية في التربة.
المواد الدبالية أيضا تنتج خلال تجفيف السكريات، كما يحدث في تحويل السيليلوز إلى مركبات عضوية اصغر. تنشأ هذه المواد الدبالية بواسطة تكثيف السكريات مع سائل الفورفورال والهيدروكسيميثيل فورفورال، نواتج جفاف البنتوز والهيكسوز 
وبما أنها غير مرغوبة بشكل عام لأهداف كيميائية، تبذل الجهود لتجنب تكوينها. من ناحية أخرى، تستخدم المواد الدبالية للوقود.

## نقد
لم تلاحظ المواد الدبالية بما في ذلك الأحماض الدبالية، في التربة باستخدام التقنيات التحليلية الحديثة.